# Valute dell'Unione europea
     Paesi che usano l'euro dal 1999 (contante unitario entrato in circolazione nel 2002)
     Paesi che hanno adottato l'euro successivamente
     Altre valute

Carta delle valute usate nell'UE e date delle loro adozioni
Paesi che usano l'euro dal 1999 (contante unitario entrato in circolazione nel 2002)
Paesi che hanno adottato l'euro successivamente
Altre valute

Con valute dell'Unione europea si intendono le valute in uso nell'Unione europea (al 2024, sono 8).
In passato, i singoli Stati membri dell'Unione europea disponevano ciascuno di una propria divisa nazionale; agli inizi del XXI secolo, tuttavia, fu introdotta una valuta comune, l'euro, attualmente adottata in 20 dei 27 Stati membri (detti eurozona).
Per quanto riguarda gli altri sette Stati, la Danimarca dispone di una deroga specifica a tale norma sin dalla sua adesione all’allora Comunità europea nel 1973. Gli altri sei Paesi, invece, entrati a seguito del trattato di Maastricht (1992), sono vincolati dai trattati stessi ad adottare anch'essi l'euro in futuro, così come tutti gli eventuali prossimi Stati membri.

## Euro
L'euro è la valuta comune ufficiale dell'Unione europea nel suo insieme, e quella unica per venti Stati membri che attualmente aderiscono all'Unione economica e monetaria dell'Unione europea.
Essi sono: Austria, Belgio, Cipro, Croazia, Estonia, Finlandia, Francia, Germania, Grecia, Irlanda, Italia, Lettonia, Lituania, Lussemburgo, Malta, Paesi Bassi, Portogallo, Slovacchia, Slovenia e Spagna. Il complesso di questi Paesi, detto informalmente eurozona, conta più di 346 milioni di abitanti; prendendo in considerazione anche quei Paesi terzi che utilizzano divise legate all'euro, la moneta unica interessa direttamente oltre 480 milioni di persone in tutto il mondo.

## Valute attuali
| Valuta            | Stato | ¤   | ISO | Cambio    | Note                            |
| ----------------- | --- | --- | --- | --------- | ------------------------------- |
| Euro              | Austria Belgio Cipro Croazia Estonia Finlandia Francia Germania Grecia Irlanda Italia Lettonia Lituania Lussemburgo Malta Paesi Bassi Portogallo Slovacchia Slovenia Spagna | €   | EUR | n/a       | Usato dalle istituzioni europee |
| Lev bulgaro       | Bulgaria | лв  | BGN | AEC II    | Obiettivo per l'euro: 2026      |
| Corona ceca       | Rep. Ceca | Kč  | CZK | Flottante | Obiettivo per l'euro: 2030      |
| Corona danese     | Danimarca | kr  | DKK | AEC II    | Deroga                          |
| Fiorino ungherese | Ungheria | Ft  | HUF | Flottante |                                 |
| Złoty polacco     | Polonia | zł  | PLN | Flottante |                                 |
| Leu rumeno        | Romania | RON | RON | Flottante | Obiettivo per l'euro: 2029      |
| Corona svedese    | Svezia | kr  | SEK | Flottante |                                 |

## Valute storiche
| Valuta                | Stato       | Simbolo                                  | ISO   | In uso fino al |
| --------------------- | ----------- | ---------------------------------------- | ----- | -------------- |
| Scellino austriaco    | Austria     | S o öS                                   | (ATS) | 2002           |
| Franco belga          | Belgio      | fr.                                      | (BEF) | 2002           |
| Fiorino olandese      | Paesi Bassi | ƒ o fl.                                  | (NLG) | 2002           |
| Marco finlandese      | Finlandia   | mk                                       | (FIM) | 2002           |
| Franco francese       | Francia     | F o FF                                   | (FRF) | 2002           |
| Marco tedesco         | Germania    | DM                                       | (DEM) | 2002           |
| Sterlina irlandese    | Irlanda     | £                                        | (IEP) | 2002           |
| Lira italiana         | Italia      | ₤, LIT, L.                               | (ITL) | 2002           |
| Franco lussemburghese | Lussemburgo | fr. o F                                  | (LUF) | 2002           |
| Scudo portoghese      | Portogallo  | {\displaystyle \mathrm {S} \!\!\!\Vert } | (PTE) | 2002           |
| Peseta spagnola       | Spagna      | ₧                                        | (ESP) | 2002           |
| Dracma greca          | Grecia      | Δρχ., Δρ. o ₯                            | (GRD) | 2002           |
| Tallero sloveno       | Slovenia    | SIT                                      | (SIT) | 2007           |
| Sterlina cipriota     | Cipro       | £                                        | (CYP) | 2008           |
| Lira maltese          | Malta       | Lm                                       | (MTL) | 2008           |
| Corona slovacca       | Slovacchia  | Sk                                       | (SKK) | 2009           |
| Corona estone         | Estonia     | Kr                                       | (EEK) | 2011           |
| Lats lettone          | Lettonia    | Ls                                       | (LVL) | 2014           |
| Litas lituano         | Lituania    | Lt                                       | (LTL) | 2015           |
| Kuna croata           | Croazia     | Kn                                       | (HRK) | 2023           |